# Чуйское (Кеминский район)
Чуйское (кирг. Чүй) — село в Кеминском районе Чуйской области Кыргызстана. Входит в состав Кара-Булакского аильного округа. Код СОАТЕ — 41708 213 820 04 0.

## Население
| год     | 2009 | 2014 | 2015 |
| ------- | ---- | ---- | ---- |
| человек | 19   | 35   | 49   |